# Shannon (Irlande)
Pour les articles homonymes, voir Shannon.
Shannon (en irlandais : Sionainn) est une ville du comté de Clare en Irlande. C’est l’une des deux villes nouvelles d’Irlande – l’autre étant Craigavon en Irlande du Nord.

## Géographie
Shannon est à vingt kilomètres à l'ouest de Limerick.
La ville se trouve au fond de l'estuaire et tient son nom du fleuve qui coule à proximité (l'estuaire s'étend sur 102 km, de Killaloe à Loop Head).
Elle a acquis le statut de ville le 1er janvier 1982.

### Démographie
En 2016, la ville de Shannon compte 9 729 habitants.

#### Évolution démographique
En 1961, Shannon comptait 234 habitants.

## Histoire
Shannon est une ville nouvelle. Dirigée par Brendan O'Regan, elle a été construite dans les années 1960 sur des marais récupérés le long de l'aéroport de Shannon, ainsi que la zone industrielle, Shannon Free Zone.
Les quartiers résidentiels étaient destinés à abriter les milliers de travailleurs de l'aéroport, les industries environnantes et les services à la population. La croissance démographique n'a jamais été aussi rapide que prévu au cours des premières décennies d'existence de la ville. Cela est en partie dû à la proximité de lieux de vie « accueillants », comme la ville d'Ennis et la ville de Limerick ou même le village voisin de Newmarket-on-Fergus.
La nature « planifiée » de cette ville n'a pas nécessairement abouti à une ville prospère. Elle manquait d'équipements et le centre commercial de la ville était également mal conçu. Les magasins faisaient face à des centres commerciaux piétonniers, à l'origine découverts, exposant les clients aux vents et à la pluie de l'estuaire. Les premiers logements bon marché (des appartements situés dans Drumgeely, près de l'aéroport) étaient de mauvaise qualité, souvent des logements mitoyens.

## Économie
Shannon abrite un aéroport international et deux zones franches : Smithson et Industrial Estate.
Des entreprises des techniques de pointe telles qu'Intel, des fabriques de pièces et matériels pour l'aéronautique, des centres d'appel (Symantec, Kodak, UBS, Dell, Motorola...) sont présents.
Shannon Free Zone est le plus grand groupe d'investissements nord-américains d'Irlande. Depuis sa création en 1959, plus de 110 entreprises étrangères ont choisi d'ouvrir des filiales à Shannon. Les leaders mondiaux du marché comme Element Six, Symantec, Avocent, AXA Partners, Lufthansa Technik, Mentor Graphics , RSA Security, Molex, GE Capital, Ingersoll Rand, Intel et Digital River sont présents.
Le siège social d'Eirjet était situé sur le terrain de l'aéroport de Shannon.
Aucune salle de cinéma. Par contre, la ville possède un centre commercial nommé Sky Court près du Shannon Development Office. Dans ce centre commercial : Dunnes Stores, Tesco, Lidl, ainsi que quelques commerces moins importants d'habillement, décoration et nourriture ont trouvé leur place.
Non loin de Shannon se trouve le château de Bunratty et son Folk Park.

## Enseignement
La ville de Shannon compte six écoles primaires : St. Tola's, St John's, St Senan's, Gaelscoil Donnacha Rua, St. Conaire's (la plus grande école primaire) et St. Aidan's,).
Deux établissements d'enseignement secondaire sont installés en ville, St. Patrick's Comprehensive School et St. Caimin's Community School. L'école St. Patrick a ouvert ses portes en 1966 en tant que première école polyvalente d'Irlande. Elle dessert toute la ville et doit être agrandie pour augmenter sa capacité à plus de 900 élèves.[citation nécessaire]
Un établissement de troisième cycle se trouve à Shannon : le Shannon College of Hotel Management (gestion hôtelière) qui a ouvert ses portes en 1951. Depuis 2015, il s'agit d'un établissement universitaire officiel de la National University of Ireland, Galway.

## Cultes
Shannon était à l'origine située dans la paroisse de Newmarket-on-Fergus, dans le diocèse catholique romain de Killaloe, un prêtre en résidence à l'aéroport desservait le secteur.
En 1966, l'école St. Senan ouvre et l'église Mary Immaculate est construite sur Corrib Drive. Le 24 décembre 1967, la paroisse de Shannon est créée. Pendant une courte période, une communauté de sœurs dominicaines d'Angleterre a vécu sur place. En 1974, elles ont été remplacées par les Sœurs de la Miséricorde. L'église des Saints Jean et Paul a ouvert à Tullyvarraga en 1980 
Other churches are the Adoration Chapel in Shannon Town Centre and the Shannon Airport Oratory.
La chapelle d'adoration dans le centre-ville de Shannon et l'oratoire de l'aéroport complètent les établissements religieux.
La communauté de l'Église d'Irlande est desservie par l'Union de Drumcliffe ; la communauté méthodiste est desservie par un pasteur laïc. Shannon abrite également des églises évangéliques chrétiennes, Shannon Christian Church et New Life Christian Church.[citation nécessaire]
St. John's Church of Ireland School a été la première école installée à Shannon en 1962. Christ Church Shannon a ouvert ses portes en 1962, servant également aux membres des religions réformées mais elle est maintenant fermée.
Entre 1980 et 1986, Shannon a été le centre de fabrication de GAC Ireland qui a construit des bus pour CIÉ lors de sa courte existence .

## Jumelages
Shannon est jumelée avec :
- Guingamp, France, depuis 1991[13].